# 1959 في النمسا
فيما يلي قوائم الأحداث التي وقعت خلال عام 1959 في النمسا.

## سياسة

### تعيين في المنصب
- 16 يوليو – برونو كرايسكي وزير خارجية النمسا [الإنجليزية]‏.

### انتهاء فترة المنصب
- 9 يونيو – ليوبولد فيغل وزير خارجية النمسا [الإنجليزية]‏.

## مواليد

### فبراير
- 22 فبراير – مارغريث تيزال ممثلة نمساوية.[1]

### أغسطس
- 27 أغسطس – غيرهارد بيرغر سائق فورمولا 1 نمساوي.[2]

### أكتوبر
- 28 أكتوبر – بيتر باكولت[3]

## وفيات

### مايو
- 20 مايو – ألفريد شوتز (مواليد 1899) عالم اجتماع أمريكي.[4]